# Octandria

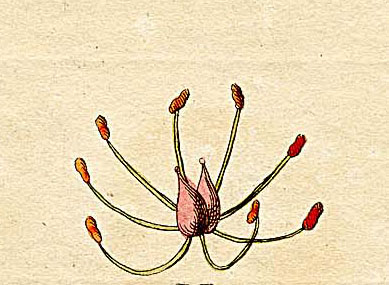
Octandria

Em botânica, octandria  é uma classe de plantas segundo o sistema de Linné.  Apresentam flores hermafroditas com oito estames livres e iguais.
As ordens e os gêneros que constituem esta classe são:
Ordem 1. Monogynia (com um pistilo)
Gêneros: Tropaeolum, Osbeckia, Rhexia, Oenothera, Gaura, Epilobium, Grislea, Allophylus, Mimusops, Jambolifera, Santalum, Memecylon, Lawsonia, Vaccinium, Erica, Daphne, Dirca, Gnidia, Stellera, Passerina, Lachnaea, Baeckea
Ordem 2. Digynia  (com dois pistilos)
Gêneros: Galenia, Moehringia
Ordem 3. Trigynia  (com três pistilos)
Gêneros: Polygonum, Paullinia, Cardiospermum, Sapindus
Ordem 4. Tetragynia (com quatro pistilos) 
Gêneros: Paris, Adoxa, Elatine

## Ordem octandria
No mesmo sistema de classificação, octandria é uma ordem das classes Diadelphia e  Dioecia.